# Міста Черкаської області

Черкаська область на карті України

До складу Черкаської області входять 16 міст. Найбільшим містом області є Черкаси з населенням у 269 836 особа за даними Державної служби статистики України від 1 січня 2022 року.
Отримати статус міста в України мають право населені пункти, які мають населення понад 10 000 осіб. Цей статус мають чимало міст, які не задовольняють цій вимозі, виходячи з їхнього історичного, економічного або географічного значення. До міської території часто входять прилеглі поселення, які становлять з ним єдину соціальну, економічну та історичну спільність.
У списку показані міста Черкаської області, офіційні назви українською мовою, їхня площа, населення (за даними перепису 2001 року й інформації Державної служби статистики України від 1 січня 2022 року), географічні координати адміністративних центрів, мовний склад (зазначені мови, що становлять понад 1% від населення громади за даними Всеукраїнського перепису населення 2001 року), положення на карті області.
До адміністративно-територіальної реформи 2020 року в області налічувалося 6 міст обласного значення: Черкаси, Ватутіне (нині Багачеве), Золотоноша, Канів, Сміла, Умань. Районного значення 10 міст: Городище, Жашків, Звенигородка, Кам'янка, Корсунь-Шевченківський, Монастирище, Тальне, Христинівка, Чигирин, Шпола. Внаслідок адміністративно-територіальної реформи 2020 року усі міста в Україні (в тому числі і обласні центри, і міста обласного значення) включені до складу районів.

## Список міст
| Назва                  | Зображення | Площа (км²) | Населення (за роками перепису та державної статистики) | Населення (за роками перепису та державної статистики) | Рідна мова (2001)                      | Карта                                                                                          |
| Назва                  | Зображення | Площа (км²) | 2001                                                   | 2022                                                   | Рідна мова (2001)                      | Карта                                                                                          |
| ---------------------- | ---------- | ----------- | ------------------------------------------------------ | ------------------------------------------------------ | -------------------------------------- | ---------------------------------------------------------------------------------------------- |
| Багачеве               |            | 10,89       | 20 156                                                 | 15 763                                                 | українська — 91,87% російська — 7,79%  | 49°00′43″ пн. ш. 31°04′17″ сх. д. / 49.01194° пн. ш. 31.07139° сх. д. · Багачеве               |
| Городище               |            | 21,69       | 15 645                                                 | 13 062                                                 | українська — 97,18% російська — 2,52%  | 49°17′33″ пн. ш. 31°27′29″ сх. д. / 49.29250° пн. ш. 31.45806° сх. д. · Городище               |
| Жашків                 |            | 13          | 15 853                                                 | 13 242                                                 | українська — 97,34% російська — 2,00%  | 49°14′09″ пн. ш. 30°06′40″ сх. д. / 49.23583° пн. ш. 30.11111° сх. д. · Жашків                 |
| Звенигородка           |            | 20,8        | 19 901                                                 | 16 269                                                 | українська — 96,36% російська — 2,99%  | 49°04′11″ пн. ш. 30°58′04″ сх. д. / 49.06972° пн. ш. 30.96778° сх. д. · Звенигородка           |
| Золотоноша             |            | 21,65       | 28 793                                                 | 27 206                                                 | українська — 92,57% російська — 6,51%  | 49°40′08″ пн. ш. 32°02′51″ сх. д. / 49.66889° пн. ш. 32.04750° сх. д. · Золотоноша             |
| Кам'янка               |            | 15,23       | 19 901                                                 | 10 945                                                 | українська — 95,78% російська — 3,96%  | 49°01′52″ пн. ш. 32°05′51″ сх. д. / 49.03111° пн. ш. 32.09750° сх. д. · Кам'янка               |
| Канів                  |            | 17,42       | 26 657                                                 | 23 172                                                 | українська — 88,43% російська — 11,24% | 49°44′41″ пн. ш. 31°27′21″ сх. д. / 49.74472° пн. ш. 31.45583° сх. д. · Канів                  |
| Корсунь-Шевченківський |            | 11,865      | 19 901                                                 | 17 216                                                 | українська — 93,95% російська — 3,96%  | 49°25′10″ пн. ш. 31°16′38″ сх. д. / 49.41944° пн. ш. 31.27722° сх. д. · Корсунь-Шевченківський |
| Монастирище            |            | 5,51        | 9 463                                                  | 8 338                                                  | українська — 97,46% російська — 2,12%  | 48°59′24″ пн. ш. 31°16′38″ сх. д. / 48.99000° пн. ш. 31.27722° сх. д. · Монастирище            |
| Сміла                  |            | 39,85       | 69 681                                                 | 65 675                                                 | українська — 89,1% російська — 10,13%  | 49°12′41″ пн. ш. 31°52′23″ сх. д. / 49.21139° пн. ш. 31.87306° сх. д. · Сміла                  |
| Тальне                 |            | 16,1        | 16 388                                                 | 12 839                                                 | українська — 97,18% російська — 2,06%  | 48°53′10″ пн. ш. 30°42′09″ сх. д. / 48.88611° пн. ш. 30.70250° сх. д. · Тальне                 |
| Умань                  |            | 41          | 88 735                                                 | 81 525                                                 | українська — 93,27% російська — 6,38%  | 48°45′00″ пн. ш. 30°13′10″ сх. д. / 48.75000° пн. ш. 30.21944° сх. д. · Умань                  |
| Христинівка            |            | 13          | 11 650                                                 | 9 879                                                  | українська — 95,60% російська — 3,49%  | 48°48′53″ пн. ш. 29°58′06″ сх. д. / 48.81472° пн. ш. 29.96833° сх. д. · Христинівка            |
| Черкаси                |            | 75          | 295 414                                                | 269 836                                                | українська — 79,05% російська — 18,68% | 49°26′40″ пн. ш. 32°03′35″ сх. д. / 49.44444° пн. ш. 32.05972° сх. д. · Черкаси                |
| Чигирин                |            | 10,7        | 11 960                                                 | 8 539                                                  | українська — 95,46% російська — 3,63%  | 49°04′38″ пн. ш. 32°38′57″ сх. д. / 49.07722° пн. ш. 32.64917° сх. д. · Чигирин                |
| Шпола                  |            | 22,46       | 19 427                                                 | 16 323                                                 | українська — 97,36% російська — 2,23%  | 48°48′53″ пн. ш. 29°58′06″ сх. д. / 48.81472° пн. ш. 29.96833° сх. д. · Шпола                  |